# Waziristan

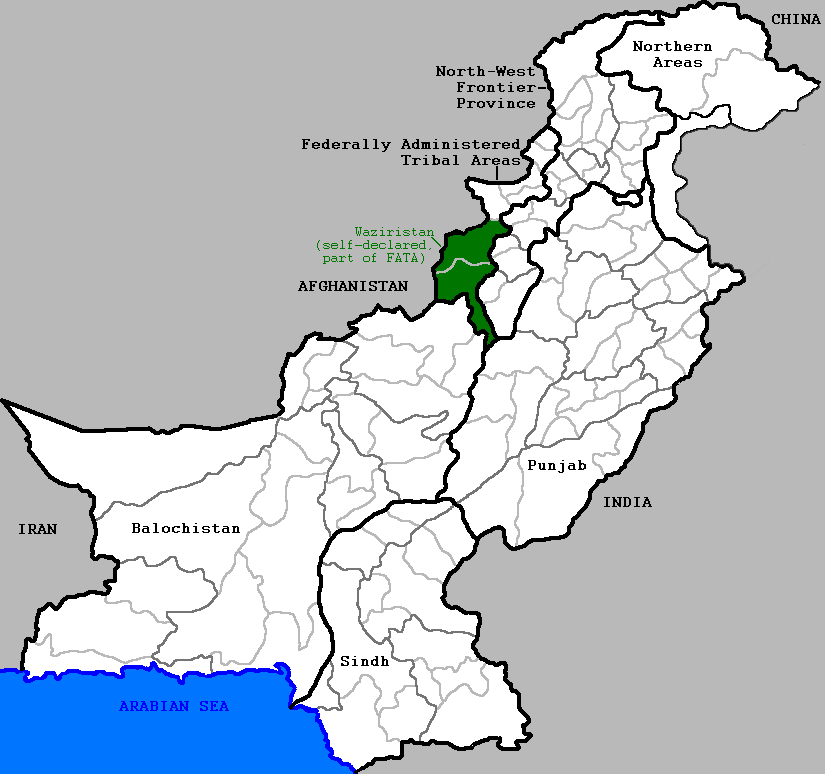
Waziristan al Pakistan

El Waziristan (paixtu: وزیرستان, ‘País dels waziris’) és una regió muntanyosa del nord-oest del Pakistan, fronterera amb l'Afganistan, d'una superfície d'11.585 km² i que es troba dins de la divisió administrativa anomenada Àrees Tribals d'Administració Federal. Està poblada per la tribu paixtu dels waziris, que constituïen, l'any 1998, prop de 800.000 habitants; la seva llengua és el waziri i són considerats guerrers formidables; els waziris o wazirs estan dividits en diverses subtribus governats pels ancians reunits en assemblea (Jirga). La seva manera de viure és simple i extremament conservadora; la dona està tancada permanentment i un home ha de dirigir cada casa.
El seu ancestre seria Wazir que dona nom al poble; a la part central i meridional predomina la tribu dels mahsuds, originalment waziri i ara considera separada; altra tribu important, en aquest cas waziri, són els Darwesh Khel que avui dia són considerats els waziris propis; una branca, els Uthmanzay viuen al nord, i la branca Ahmadzay viu al sud, oest i nord; a l'est viuen els Bitani i els Dawr.

Bandera de la resistència de Waziristan contra els britànics al primer quart del, amb el takbir escrit en ella

El Waziristan ocupa una àrea situada al sud-oest de Peshawar, entre el riu Gambila al nord i el riu Gumal al sud. Va ser un territori tribal independent ja esmentat a les memòries de Baber al segle xvi, però fins al 1849 no hi ha dades precises quan van arribar els britànics. Els waziris i en especial el mahsuds van ser un problema pels britànics des de 1849; es van haver de fer expedicions de càstig, bloquejos, multes, preses d'ostatges, suport a la sedentarització, establiment de guarnicions, desenvolupament de rutes, però sense aconseguir la pacificació. El 1893, quan va integrar els dominis de l'Imperi Britànic i el 1894 es va delimitar la frontera amb l'Afganistan; es va iniciar una nova fase per controlar la zona amb instal·lació de guarnicions especialment al Wana i subsidis pels caps; el Dawr i la vall de Toci foren declarades protectorat britànic i es van crear dos bureaus polítics : Wazisristan del Nord i Waziristan del Sud (1895 i 1896). Això va provocar una forta resistència (superior a la d'abans) destacant el moviment general de revolta dels waziris i mahsuds dirigit pel Mulla Muhyi al-Din dels mahsuds (mort el 1913) conegut com a Mulla Powinda; els britànics van haver de fer nombroses operacions de pacificació La política de subsidis fou abandonada en favor d'un acostament a la població en general. La revolta, degut a la I Guerra Mundial, i la tercera guerra Anglo-afganesa (1919) durant la qual els britànics van perdre el control del país excepte la vall de Toci, no es va poder controlar fins al 1920-1923 utilitzant l'aviació. Es va establir un nou projecte de carreteres i de guarnicions (especialment a Ramzak al nord) però això implicava defensar extenses vies de comunicació i va portar a nous combats. El 1929 els waziris van ajudar a Nadir Khan de l'Afganistan a entrar a Kabul; el 1933 van atacar Khost. A partir del 1936 el cap principals dels waziris fou l'imam dels Darwesh Khel, Hajji Mirza Ali Khan, conegut com el Fakir d'Ipi (vers 1890-1960) i des de 1938 Said al-Gilani, conegut com a Shami Pir.
Waziristan va entrar a formar part del Pakistan l'any 1947. Llavors les guarnicions foren retirades deixant només milícies i khasadars per donar suport als representants polítics; es van posar en funcionament alguns serveis públics (irrigació, escoles, hospitals) i es va sedentaritzar a la població; els mahsuds van començar a treballar en diversos oficis. Els waziris van participar en el gihad de Caixmir. La població va augmentar especialment la dels mahsuds que van començar a ocupar terres dels waziris als sud i finalment al nord, cap a Razmak; en revenja els ahmadzay es van revoltar el 1970 dirigits per Mulla Nur Muhammad de Wana que va declarar la gihad als mahsuds, i es van produir combats i el 1976 van haver d'intervenir les forces del govern. Deprès de 1979 van participar en les lluites contra els soviètics a l'Afganistan. Els combatents van adoptar ideologies islàmiques extremistes i al final del segle XX i començament del segle XXI els islamistes aliats als talibans i en part lligats a Al-Qaida, van assolir el virtual control de la regió i base per la lluita contra l'ocupació americana de l'Afganistan fins al punt que el 2007 el govern va haver d'adoptar mesures. A finals del 2009 els govern pakistanès va fer una ofensiva a la zona però no es va informar de grans èxits.
A nivell administratiu, la regió es divideix en dues "agències" o districtes: el Waziristan del Nord (Waziristan Septentrional) i el Waziristan del Sud (Waziristan Meridional).